# Lydomorphus arnoldii
Lydomorphus arnoldii es una especie de coleóptero de la familia Meloidae.

## Distribución geográfica
Habita en África.